# Беседы (Тверская область)
Бесе́ды — деревня в Калининском районе Тверской области. Относится к Красногорскому сельскому поселению.
Расположена к юго-западу от Твери, на правом берегу Волги (36 км вверх по Волге от центра города).
От деревни Колталово на Старицком шоссе — 7 км. Напротив, через Волгу — деревня Избрижье.
В 1997 году — 12 хозяйств, 18 жителей.

## Комплекс археологических памятников
В 1997-2001 годах проводились археологические экспедиции Тверского государственного университета у деревни Беседы. Были обследованы известные и открыты новые памятники, уточнена их хронология. Исследованы многослойное поселение Беседы-1 и курганы Беседы-2 (XI-XIIIвв.)
.